# Mediaset Infinity (Spagna)
Mediaset Infinity (precedentemente Mitele) è una piattaforma streaming spagnola per la visione di contenuti in streaming via Internet, sia in diretta che on demand, gratuiti e a pagamento, edita da Mediaset España, società controllata dal Gruppo Mediaset, e disponibile come app per Android, iOS e per le Smart TV.
A fine maggio 2025, viene annunciato il rebranding in Mediaset Infinity, come l'omologo italiano, il quale diventa effettivo il 24 giugno seguente.

## Offerta

### Panoramica
La piattaforma mette a disposizione la diretta delle reti Mediaset España con i relativi contenuti in onda.

#### Canali
I canali di Mediaset Infinity presentano contenuti esclusivi accessibili con dei costi aggiuntivi.
| Nome                    | Descrizione | Note  |
| ----------------------- | --- | ----- |
| Cine acontra+           | Offre film on demand, in versione originale e sottotitolata, con anteprime settimanali di tutti i generi, con un canale streaming dedicato.                                                         | [ 3 ] |
| Dizi                    | È il canale dedicato alle fiction turche di successo mondiale, presente tramite un accordo raggiunto tra Mediaset España e il distributore SPI International.                                       | [ 4 ] |
| Fight Sports            | È il canale dedicato agli sport con competizioni internazionali, eventi live, incontri, documentari e approfondimenti.                                                                              | [ 5 ] |
| Infinity+ Internacional | Infinity+ Internacional è l'offerta televisiva del gruppo Mediaset España rivolta a chi vive al di fuori della Spagna, disponibile in tutto il mondo, ad eccezione di Spagna, Andorra e Gibilterra. | [ 6 ] |
| Kanal D Drama           | È il canale pensato per gli amanti delle soap opera turche. | [ 7 ] |

## Loghi

2016 - 24 giugno 2025
In uso dal 24 giugno 2025